# Portalegre (Portugal)
Portalegre é uma cidade raiana portuguesa, no centro-sul de Portugal do distrito de Portalegre, na região do Alentejo, sub-região do Alto Alentejo com 14 138 habitantes (2021).
É a sede do Município de Portalegre com 447,14 km² de área, que em 2021 tinha 22 368 habitantes (2021) e que está subdividido em 7 freguesias. O município é limitado a norte pelo município de Castelo de Vide, a nordeste por Marvão, a leste pela Espanha, a sul por Arronches e Monforte e a oeste pelo Crato.
Com 14 138 habitantes em 2021 no seu núcleo urbano, é a segunda maior cidade do seu distrito, a seguir a Elvas que tinha 16 883 habitantes no seu perímetro urbano no mesmo ano.

## Geografia
Embora a paisagem dos municípios a norte de Portalegre ainda seja tipicamente alentejana, com zonas relativamente planas alternando com colinas na maior parte dos casos relativamente baixas, Portalegre é frequentemente descrita como uma zona de transição entre o Alentejo mais seco e plano, e as Beiras, mais húmidas e montanhosas. A orografia é mais variada do que na generalidade do resto do Alentejo, o que contribui para que a paisagem tenha características peculiares.
A cidade encontra-se a uma altitude entre os 400 e 600 metros, na zona de transição entre a paisagem relativamente plana, mas com muitas colinas pouco elevadas a sul e oeste, e o sistema montanhoso da Serra de São Mamede, que a rodeia a norte, leste e sueste.
A geologia é variada, o que se traduz na variedade dos solos, existindo zonas de xistos, grauvaques, calcários e quartzitos.
As características únicas da paisagem, flora e fauna, estão na base da criação do Parque Natural da Serra de São Mamede, que integra uma parte considerável da área do concelho.

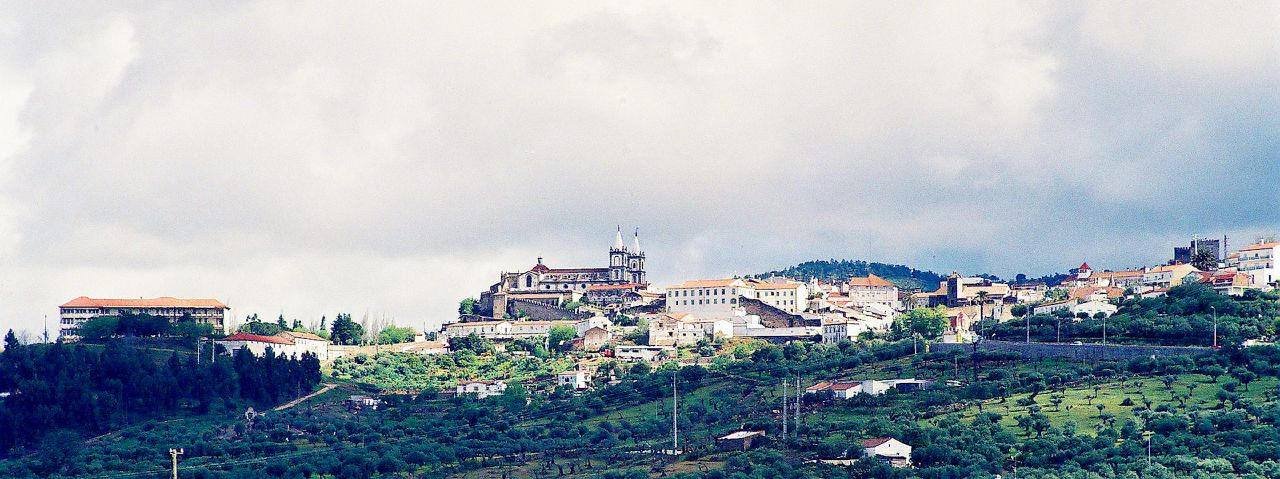
Panorama da cidade de Portalegre, no Alentejo

## Freguesias

Freguesias do município de Portalegre

O município de Portalegre está dividido em 7 freguesias:
- Alagoa
- Alegrete
- Fortios
- Reguengo e São Julião
- Ribeira de Nisa e Carreiras
- Sé e São Lourenço (Portalegre)
- Urra

## História
Segundo uma lenda frequentemente referida, descrita por Frei Amador Arrais na sua obra Diálogos de 1589, Portalegre teria sido fundada por Lísias no século XII a.C.,na sequência do desaparecimento da sua filha Maia. Esta passeava com Tobias quando é cobiçada por um vagabundo, Dolme, que a rapta e assassina Tobias. Lísias fica desesperado pelo desaparecimento da filha e vai à sua procura, acabando por por encontrá-la morta junto a um regato que hoje tem o nome de Ribeiro de Baco. Lísias virá a morrer de alegria quando julga ter visto a filha estender-lhe os braços. À cidade entretanto fundada foi dado o nome de Amaia (ou Ammaia). Lísias teria também construído uma fortaleza e um templo dedicado a Baco no local onde hoje se encontra a Igreja de São Cristóvão. Segundo Frei Amador Arrais, ainda existiam ruínas desse templo no século XVI.
Acredita-se hoje que a lenda resultou de fantasias de alguma forma apoiadas na existência de uma lápide com uma dedicatória ao imperador romano Lúcio Aurélio (161-192), a qual foi provavelmente trazida das ruínas da cidade romana que se encontra em São Salvador da Aramenha, perto de Marvão, a qual é hoje comummente aceite com sendo a Amaia romana referida em várias fontes históricas. A localização desta e de outra cidade referida em fontes do período romano, Medóbriga, foi objecto de controvérsia até, pelo menos, ao princípio do século XX, especulando-se até essa altura se existiria algum povoado antigo importante na zona actualmente ocupada pela cidade ou nas suas imediações.

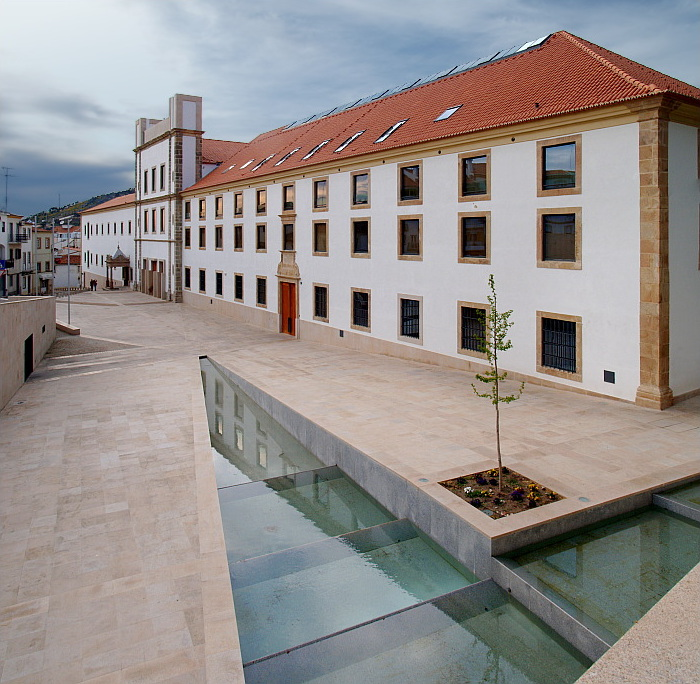
Sede da Câmara Municipal de Portalegre

O nome de Portalegre terá origem em Portus Alacer (porto, ponto de passagem, e alacer, alegre), ou mais simplesmente Porto Alegre.
É provável que no século XII existisse um povoado no vale a leste da Serra da Penha. O nome de Portalegre, onde uma das actividades importantes seria a de dar abrigo e mantimentos aos viajantes (daí o nome de porto, ponto de passagem ou abastecimento). Sendo o local aprazível (alegre), nomeadamente pelo contraste das suas encostas e vales verdejantes com a paisagem mais árida e monótona a sul e norte, a povoação prosperou e sabe-se que em 1129 era uma vila do concelho de Marvão, passando a sede de concelho em 1253, tendo-lhe sido atribuído o primeiro foral em 1259 por D. Afonso III, que mandou construir as primeiras fortificações, as quais não chegaram a ser completadas. Juntamente com Marvão, Castelo de Vide e Arronches, Portalegre foi doada por D. Afonso III ao seu segundo filho, Afonso.
O rei seguinte, D. Dinis, mandou edificar as primeiras muralhas em 1290, as quais ele próprio viria a cercar durante 5 meses em 1299, na sequência da guerra civil que o opôs ao seu irmão, que reclamava o trono alegando que D. Dinis era filho ilegítimo. Nesse mesmo ano, D. Dinis concederia a Portalegre o privilégio de não ser atribuído o senhorio da vila «nem a infante, nem a homem rico, nem a rica-dona, mas ser d’ el-Rei e de seu filho primeiro herdeiro».
Após D. Fernando ter morrido em 1383 sem deixar herdeiros masculinos, D. Leonor Teles assumiu a regência do Reino ao mesmo tempo que se amantizava com o Conde Andeiro, um fidalgo galego. Esta situação inquietou grande parte do povo, burguesia e uma parte da nobreza, pois temia-se que esta situação reforçasse as pretensões ao trono português de D. João I de Castela, o qual era casado com D. Beatriz, a filha de D. Fernando e D. Leonor. Esta crise dinástica, que envolveu uma guerra civil com contornos de guerra entre Portugal e Castela, viria a ficar conhecida como a Crise de 1383—1385. O partido mais forte de entre os que se opunham às pretensões ao trono de D. João de Castela e D. Beatriz apoiava a coroação do Mestre de Avis. Entre os nobres que apoiaram o Mestre de Avis contava-se Nuno Álvares Pereira, irmão do então alcaide de Portalegre, Pedro Álvares Pereira, Prior do Crato (líder da Ordem dos Hospitalários em Portugal), o qual era acérrimo partidário de D. Leonor. Esta posição do alcaide provocou a revolta do povo de Portalegre, que cercou o castelo e obrigou D. Pedro a fugir para o Crato. O ex-alcaide viria a morrer em 1385 na Batalha de Aljubarrota, onde combateu do lado contrário do seu irmão Nuno. A mãe dos irmãos Álvares Pereira, Fria Gonçalves, vivia nesse tempo no "Corro" (actual Praça da República).
A vila foi crescendo em importância e em 21 de agosto de 1549 foi criada a Diocese de Portalegre, por bula do papa Paulo III, na sequência de diligências nesse sentido por parte do rei D. João III, que elevaria Portalegre a cidade a 23 de maio de 1550. A importância da cidade nessa época traduzia-se, por exemplo, no volume das receitas do imposto sobre as judiarias, o qual era semelhante ao do Porto, e só era ultrapassado pelo de Lisboa, Santarém e Setúbal. Era também um dos centros de indústria de tecidos mais importantes do país, juntamente com Estremoz e Covilhã.
Portalegre torna-se capital do distrito homónimo aquando da formação dos distritos a 18 de julho de 1835.

### Cronologia
- Séc. XIII — A fortaleza é remodelada por D. Dinis; fundação do Convento de São Francisco.
- 1259 — Possível concessão de foral por D. Afonso III.
- 1376 — Fundado o Convento de Santa Clara.
- 1387 — D. João I concede a Portalegre o título de "Leal", grato por a cidade se ter batido pela sua causa.

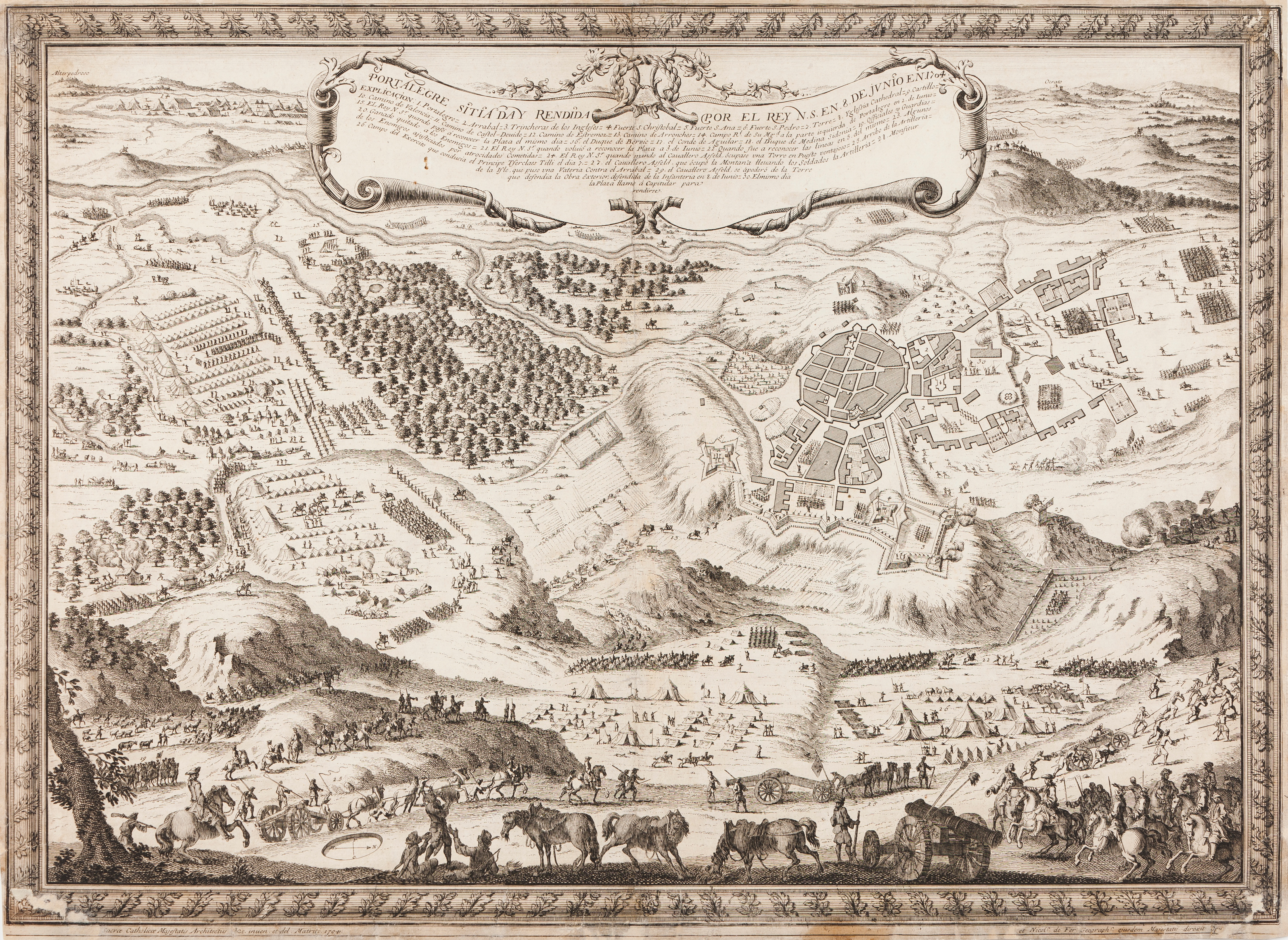
Gravura representando o cerco de Portalegre pelas tropas de Filipe V de Espanha, em 1704

- 1511 — D. Manuel I concede novo foral à vila.
- 1533 — D. João III torna-a sede de uma nova correição.
- 1550 — Portalegre é elevada à categoria de cidade e a sede de nova diocese.
- 1552 — Início da construção do Convento de Santo António.
- 1556 — Início da construção da Sé Catedral.
- 1605 — Os jesuítas instalam na cidade o Colégio de São Sebastião.
- 1640 — Portalegre é uma das primeiras localidades do país a reconhecer a independência de Portugal.
- 1683 — Foi fundado o Convento de Santo Agostinho
- 1704 — Filipe V de Espanha conquista Portalegre durante a Guerra da Sucessão Espanhola.
- 1772 — Por iniciativa do Marquês de Pombal, é fundada a Real Fábrica de Lanifícios de Portalegre, popularmente conhecida como Fábrica Real, a qual é instalada no antigo Colégio jesuíta de São Sebastião.
- 1801 — Portalegre é conquistada pelos espanhóis durante a Guerra das Laranjas.
- 1808 — No decurso das invasões francesas Portalegre paga um pesado tributo imposto pelo general francês Loison ("o maneta".)
- 1835 — Portalegre passa a capital de distrito na sequência da criação destas divisões administrativas.
- 1848 — O industrial de cortiça inglês George Robinson instala-se em Portalegre; é plantado o famoso Plátano do Rossio.
- 1947 — É criada a Manufactura de Tapeçarias de Portalegre.[12]

## Evolução da População do Município
Os Recenseamentos Gerais da população portuguesa, regendo-se pelas orientações internacionais da época (Congresso Internacional de Estatística de Bruxelas de 1853), tiveram lugar a partir de 1864.
De acordo com os dados do INE o distrito de Portalegre registou em 2021 um decréscimo populacional na ordem dos 11,5% relativamente aos resultados do censo de 2011. No concelho de Portalegre esse decréscimo rondou os 10.4%.
| Número de habitantes★ | Número de habitantes★ | Número de habitantes★ | Número de habitantes★ | Número de habitantes★ | Número de habitantes★ | Número de habitantes★ | Número de habitantes★ | Número de habitantes★ | Número de habitantes★ | Número de habitantes★ | Número de habitantes★ | Número de habitantes★ | Número de habitantes★ | Número de habitantes★ | Número de habitantes★ |
| 1864                  | 1878                  | 1890                  | 1900                  | 1911                  | 1920                  | 1930                  | 1940                  | 1950                  | 1960                  | 1970                  | 1981                  | 1991                  | 2001                  | 2011                  | 2021                  |
| --------------------- | --------------------- | --------------------- | --------------------- | --------------------- | --------------------- | --------------------- | --------------------- | --------------------- | --------------------- | --------------------- | --------------------- | --------------------- | --------------------- | --------------------- | --------------------- |
| 13 633                | 14 769                | 16 908                | 18 711                | 21 358                | 21 328                | 23 922                | 25 815                | 28 074                | 28 384                | 25 800                | 27 313                | 26 111                | 25 980                | 24 930                | 22 340                |

★Número de habitantes residentes, ou seja, que tinham a residência oficial neste município à data em que os censos  se realizaram
| Número de habitantes por grupo etário ★★ | Número de habitantes por grupo etário ★★ | Número de habitantes por grupo etário ★★ | Número de habitantes por grupo etário ★★ | Número de habitantes por grupo etário ★★ | Número de habitantes por grupo etário ★★ | Número de habitantes por grupo etário ★★ | Número de habitantes por grupo etário ★★ | Número de habitantes por grupo etário ★★ | Número de habitantes por grupo etário ★★ | Número de habitantes por grupo etário ★★ | Número de habitantes por grupo etário ★★ | Número de habitantes por grupo etário ★★ | Número de habitantes por grupo etário ★★ |
|                                          | 1900                                     | 1911                                     | 1920                                     | 1930                                     | 1940                                     | 1950                                     | 1960                                     | 1970                                     | 1981                                     | 1991                                     | 2001                                     | 2011                                     | 2021                                     |
| ---------------------------------------- | ---------------------------------------- | ---------------------------------------- | ---------------------------------------- | ---------------------------------------- | ---------------------------------------- | ---------------------------------------- | ---------------------------------------- | ---------------------------------------- | ---------------------------------------- | ---------------------------------------- | ---------------------------------------- | ---------------------------------------- | ---------------------------------------- |
| 0-14 anos                                | 6 357                                    | 7 470                                    | 7 185                                    | 7 464                                    | 7 866                                    | 7 188                                    | 6 817                                    | 5 795                                    | 5 779                                    | 4 604                                    | 3 496                                    | 3 250                                    | 2 733                                    |
| 15-24 anos                               | 3 540                                    | 3 812                                    | 4 045                                    | 5 164                                    | 5 047                                    | 5 489                                    | 4 795                                    | 4 060                                    | 3 915                                    | 3 726                                    | 3 515                                    | 2 366                                    | 2 205                                    |
| 25-64 anos                               | 7 563                                    | 8 510                                    | 8 669                                    | 9 935                                    | 11 308                                   | 13 027                                   | 14 244                                   | 13 160                                   | 13 748                                   | 13 267                                   | 13 427                                   | 13 501                                   | 11 274                                   |
| >= 65 anos                               | 862                                      | 1 073                                    | 1 058                                    | 1 361                                    | 1 597                                    | 2 063                                    | 2 528                                    | 2 785                                    | 3 871                                    | 4 514                                    | 5 542                                    | 5 813                                    | 6 128                                    |

★★ De 1900 a 1950 os dados referem-se à população "de facto", ou seja, que estava presente no município à data em que os censos se realizaram. Daí que se registem algumas diferenças relativamente à designada população residente

### Clima
| Gráfico climático para Portalegre, Portugal                                           | Gráfico climático para Portalegre, Portugal | Gráfico climático para Portalegre, Portugal | Gráfico climático para Portalegre, Portugal | Gráfico climático para Portalegre, Portugal | Gráfico climático para Portalegre, Portugal | Gráfico climático para Portalegre, Portugal | Gráfico climático para Portalegre, Portugal | Gráfico climático para Portalegre, Portugal | Gráfico climático para Portalegre, Portugal | Gráfico climático para Portalegre, Portugal | Gráfico climático para Portalegre, Portugal |
| ------------------------------------------------------------------------------------- | ------------------------------------------- | ------------------------------------------- | ------------------------------------------- | ------------------------------------------- | ------------------------------------------- | ------------------------------------------- | ------------------------------------------- | ------------------------------------------- | ------------------------------------------- | ------------------------------------------- | ------------------------------------------- |
| J                                                                                     | F                                           | M                                           | A                                           | M                                           | J                                           | J                                           | A                                           | S                                           | O                                           | N                                           | D                                           |
| 110 11 6                                                                              | 96 13 6                                     | 63 15 8                                     | 78 17 8                                     | 68 20 11                                    | 32 25 14                                    | 7.5 30 17                                   | 8.5 30 17                                   | 42 26 16                                    | 98 20 13                                    | 115 15 9                                    | 136 12 7                                    |
| Temperaturas em °C • Precipitações em mmFonte: Instituto de Meteorologia, IP Portugal |                                             |                                             |                                             |                                             |                                             |                                             |                                             |                                             |                                             |                                             |                                             |

| Dados climatológicos para Portalegre, Portugal | Dados climatológicos para Portalegre, Portugal | Dados climatológicos para Portalegre, Portugal | Dados climatológicos para Portalegre, Portugal | Dados climatológicos para Portalegre, Portugal | Dados climatológicos para Portalegre, Portugal | Dados climatológicos para Portalegre, Portugal | Dados climatológicos para Portalegre, Portugal | Dados climatológicos para Portalegre, Portugal | Dados climatológicos para Portalegre, Portugal | Dados climatológicos para Portalegre, Portugal | Dados climatológicos para Portalegre, Portugal | Dados climatológicos para Portalegre, Portugal | Dados climatológicos para Portalegre, Portugal |
| Mês                                            | Jan                                            | Fev                                            | Mar                                            | Abr                                            | Mai                                            | Jun                                            | Jul                                            | Ago                                            | Set                                            | Out                                            | Nov                                            | Dez                                            | Ano                                            |
| ---------------------------------------------- | ---------------------------------------------- | ---------------------------------------------- | ---------------------------------------------- | ---------------------------------------------- | ---------------------------------------------- | ---------------------------------------------- | ---------------------------------------------- | ---------------------------------------------- | ---------------------------------------------- | ---------------------------------------------- | ---------------------------------------------- | ---------------------------------------------- | ---------------------------------------------- |
| Temperatura máxima recorde (°C)                | 20,4                                           | 22,5                                           | 25,5                                           | 29,6                                           | 32,3                                           | 39,4                                           | 40,4                                           | 39,1                                           | 39,5                                           | 31,0                                           | 25,7                                           | 23,2                                           | 40,4                                           |
| Temperatura máxima média (°C)                  | 11,4                                           | 12,6                                           | 15,4                                           | 16,5                                           | 20,0                                           | 25,4                                           | 29,8                                           | 29,7                                           | 26,2                                           | 19,9                                           | 15,0                                           | 12,2                                           | 19,5                                           |
| Temperatura mínima média (°C)                  | 5,7                                            | 6,2                                            | 7,6                                            | 8,2                                            | 10,6                                           | 14,4                                           | 17,3                                           | 17,2                                           | 16,1                                           | 12,5                                           | 9,1                                            | 6,8                                            | 11,0                                           |
| Temperatura mínima recorde (°C)                | −4,5                                           | −3,7                                           | −2,8                                           | −0,2                                           | 2,1                                            | 5,0                                            | 8,2                                            | 8,6                                            | 6,0                                            | 3,5                                            | 1,0                                            | −1,1                                           | −4,5                                           |
| Precipitação (mm)                              | 109,6                                          | 95,5                                           | 63,3                                           | 78,4                                           | 67,5                                           | 31,6                                           | 7,5                                            | 8,5                                            | 42,1                                           | 97,5                                           | 114,9                                          | 136,0                                          | 852,4                                          |
| Fonte: Instituto de Meteorologia, IP Portugal  |                                                |                                                |                                                |                                                |                                                |                                                |                                                |                                                |                                                |                                                |                                                |                                                |                                                |

O clima de Portalegre é mediterrânico e as temperaturas oscilam consideravelmente entre os meses mais quentes e os meses mais frios. As temperaturas, no Inverno, podem descer abaixo dos 0 °C e as temperaturas (máximas) no Verão podem atingir valores na casa do 38 °C/39 °C. As altas temperaturas ocorrem devido ao facto de esta cidade encontrar-se no Alentejo, a região mais quente de Portugal no Verão. As maior e menor temperaturas registadas em Portalegre no periodo 1971-2000 foram 40,4 °C e -4,5 °C. Porém,há registos de -8 °C em 1941 e 43,3 °C no mesmo ano.

## Monumentos e pontos turísticos

### Museus

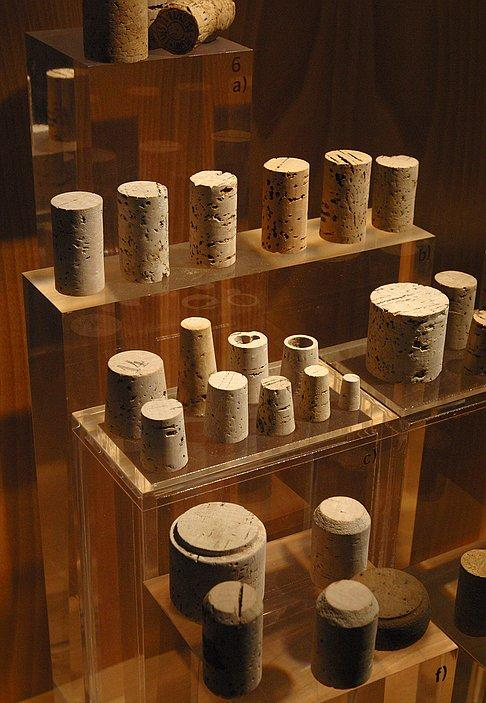
Museu da Cortiça

- Museu Municipal de Portalegre 39° 17' 29" N 7° 26' 1" O
- Casa Museu José Régio 39° 17' 19" N 7° 25' 47" O
- Museu da Tapeçaria de Portalegre Guy Fino 39° 17' 19" N 7° 25' 43" O
- Museu da Cortiça 39° 17' 23.7" N 7° 25' 39.6" O
- Núcleo Museológico do Castelo 39° 17' 27.8" N 7° 25' 51" O

### Castelos
- Castelo de Portalegre 39° 17' 27.8" N 7° 25' 51" O
- Castelo de Alegrete 39° 14' 13" N 7° 19' 27" O

### Portas da antiga muralha
No passado existiam 7 portas (alguns estudiosos falam em 8), das quais só subsistem 5, nomeadamente:
- Porta do Crato, mais conhecida por Arco do Bispo 39° 17' 29.8" N 7° 26' 2" O
- Porta da Devesa ou do Espírito Santo, no cimo da Rua 5 de Outubro 39° 17' 35.6" N 7° 25' 55" O

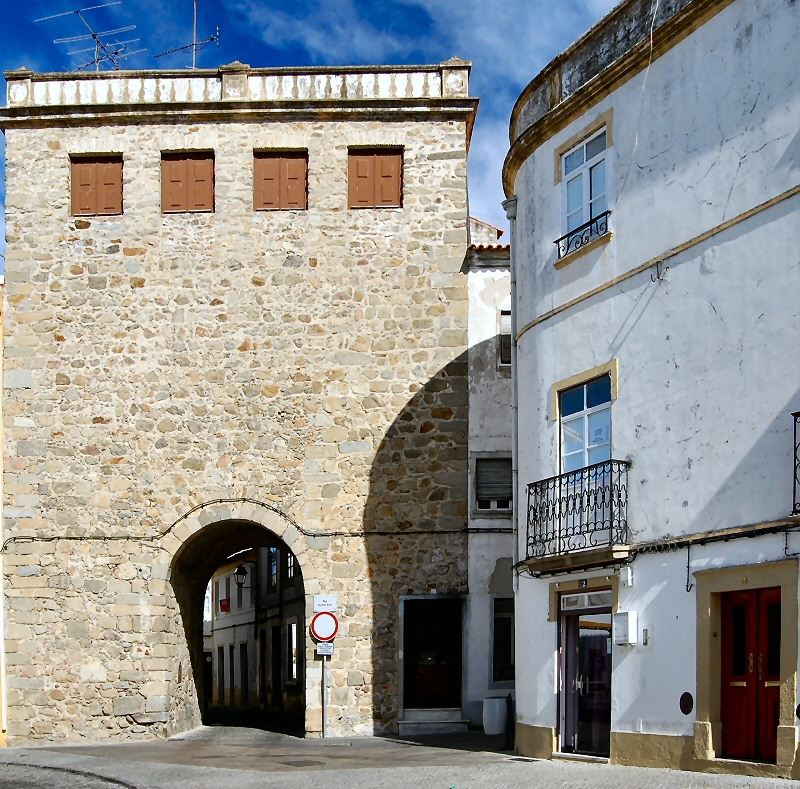
Porta de Alegrete, séc. XIII

- Porta de Alegrete ou de São Francisco, conhecida hoje por Arco de Santo António, no extremo ocidental da Praça da República (antigo Corro) 39° 17' 24.8" N 7° 25' 50.9" O

### Edifícios religiosos

#### Na cidade

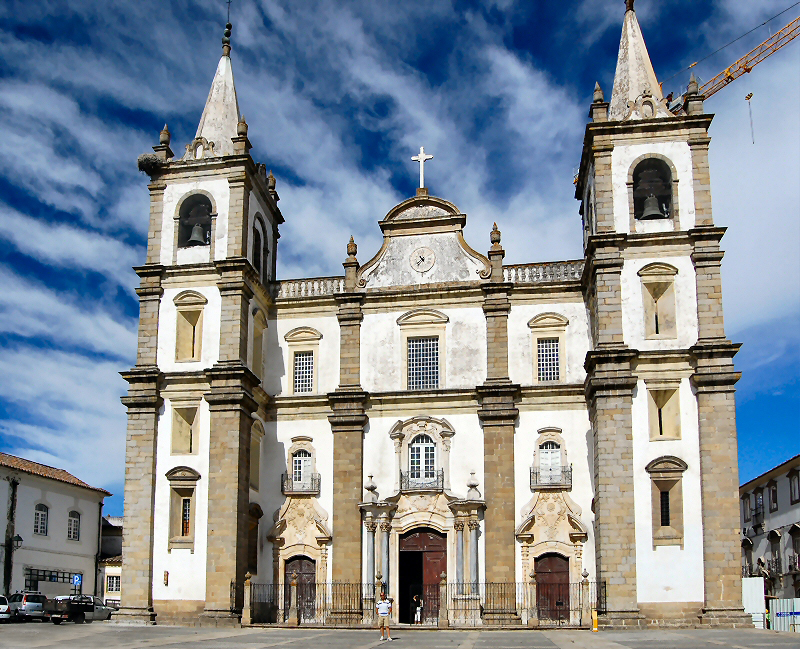
Sé Catedral de Portalegre

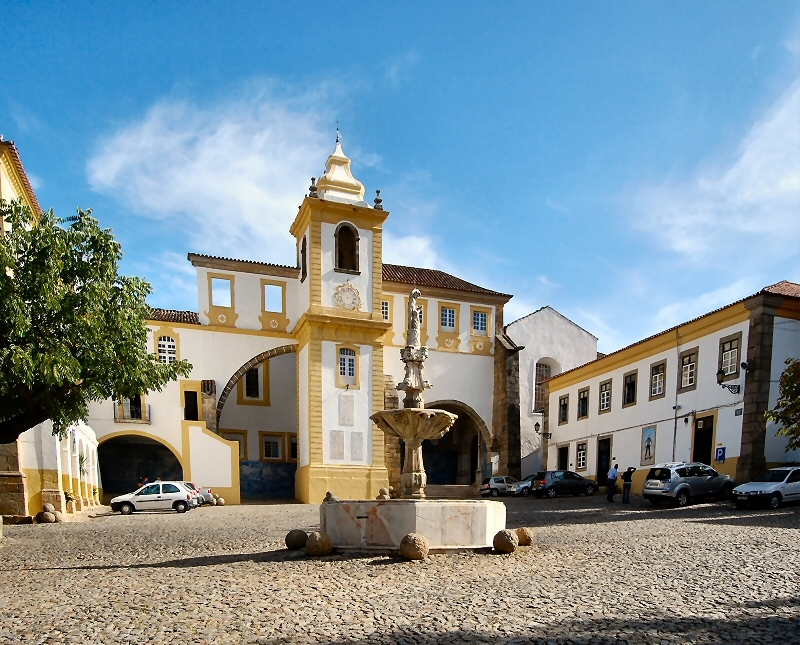
Convento de São Bernardo

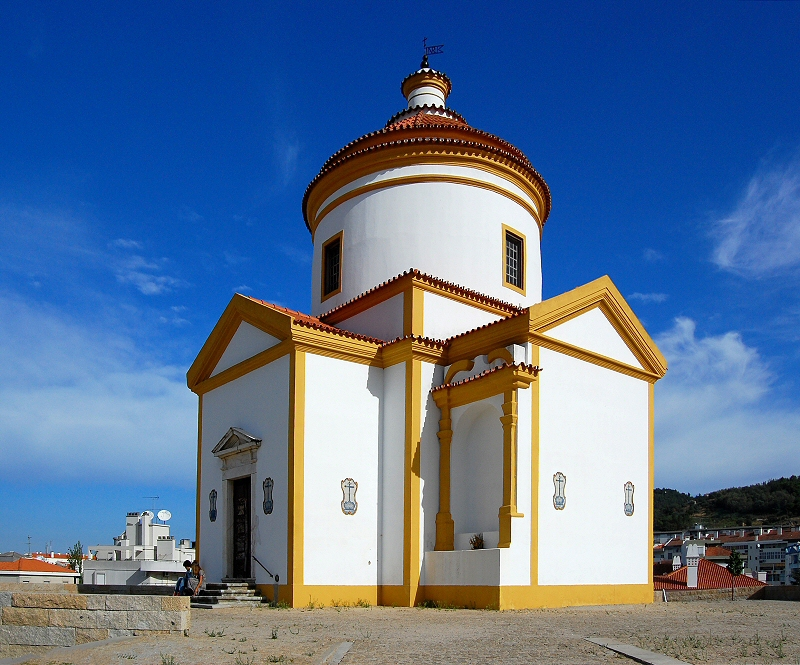
Capela do Calvário

- Sé Catedral (século XVI) 39° 17' 28.3" N 7° 26' 1.8" O
- Seminário de Portalegre (século XX), inaugurado em 1955
- Igreja do Nosso Senhor do Bonfim (século XVIII) 39° 18' 16.5" N 7° 26' 2.5" O
- Convento de São Bernardo (século XVI), onde actualmente (2009) funciona a Escola Práctica da Guarda Nacional Republicana 39° 17' 47.4" N 7° 25' 36.3" O
- Convento de Santa Clara(século XIV), actualmente a Biblioteca Municipal de Portalegre 39° 17' 24.5" N 7° 25' 55.6" O
- Convento jesuíta de São Sebastião (século XVII), Fábrica Real de Lanifícios a partir do século XVIII, sede da câmara municipal desde 2005 39° 17' 41.3" N 7° 25' 43.1" O
- Capela do Calvário (século XVII ou XVIII) 39° 17' 48" N 7° 25' 41.1" O
- Capela de Sant'Ana (século XVIII) 39° 17' 13.5" N 7° 25' 56.3" O
- Igreja de São Lourenço 39° 17' 38.3" N 7° 25' 51.7" O

#### Nos arredores ou freguesias rurais
- Capela de Nossa Senhora da Penha 39° 17' 51.2" N 7° 26' 31.6" O
- Igreja da Misericórdia de Alegrete

### Outros edifícios históricos

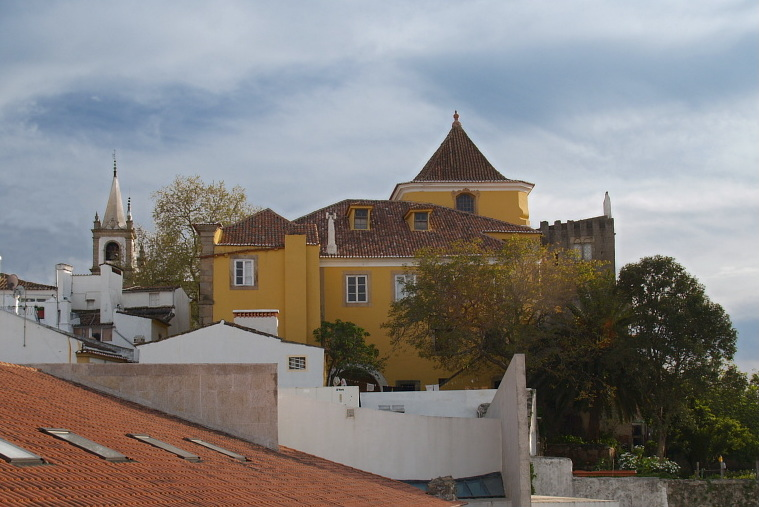
Palácio Amarelo e campanários da Sé

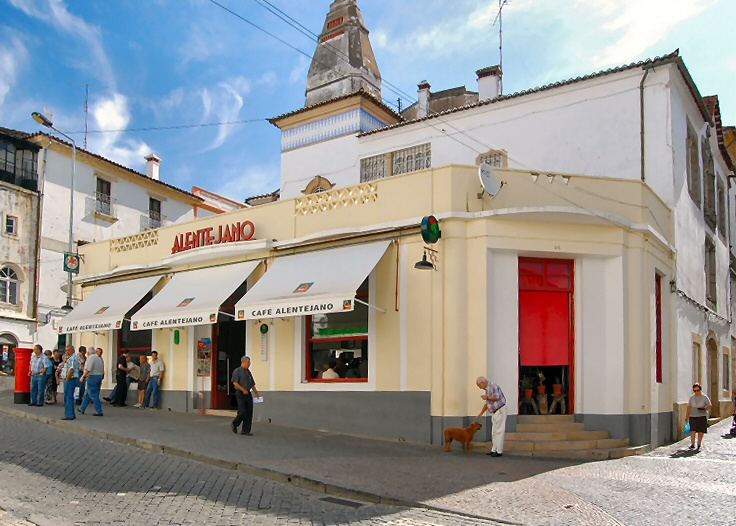
O Café Alentejano, um dos únicos cafés típicos que ainda subsistem na cidade

- Antigo Seminário (século XVI/XVIII), actual Museu Municipal 39.29144° N 7.43374° O
- Antigos Paços do Concelho (sede da câmara municipal) (século XVII) 39° 17' 28.3" N 7° 25' 58.1" O
- Palácio dos Condes de Vilar Real ou de D. Nuno de Sousa (século XVI), onde se destacam as janelas manuelinas 39.29074° N 7.43202° O
- Casa dos Condes de Melo 39.2907° N 7.43162° O
- Palácio Achioli (século XVI e XVIII), actual Escola Superior de Educação de Portalegre 39.2896° N 7.4302° O

- Palácio Amarelo (século XVII-XIX) 39.29213° N 7.433431° O
- Palácio Avillez (século XVIII), actual Governo Civil 39.28982° N 7.43039° O
- Palácio dos Viscondes dos Cidraes (século XVIII), de onde se destacam as janelas em estilo rococó 39.293482° N 7.431852°
- Palácio Barahona (século XVIII), aloja actualmente o Arquivo Distrital de Portalegre 39.291° N 7.4314° O
- Palácio dos Caldeira de Castello-Branco ou dos Condes de Alter do Chão (século XVI-XVIII), actualmente aloja o Museu da Tapeçaria de Portalegre 39.2923° N 7.43326° O
- Palácio dos Andrade e Sousa (século XVII), actualmente sede do Instituto Politécnico de Portalegre 39.2913° N 7.4332° O
- Palácio dos Barros Castello-Branco (século XVII)

### Outros pontos com interesse histórico
- Portal Gótico da Rua do Castelo
- Rua dos Besteiros
- Rua do Arco
- Plátano do Rossio 39° 17' 45.8" N 7° 25' 48.9" O
- Praça da República (antigo Corro) 39° 17' 23" N 7° 25' 47.2" O

### Miradouros
- Miradouro de Santa Luzia — Situado na Serra de Portalegre (679 m), na estrada para o Salão Frio, a norte da cidade. 39° 18' 16.4" N 7° 25' 25.5" O
- Miradouro da Penha — Situado no adro de um capela do século XVII na encosta da Serra da Penha, a oeste da cidade.
- Miradouro das Carreiras — Situado na povoação do mesmo nome, é um local panorâmico de grande beleza paisagística natural. Na freguesia das Carreiras existem também troços de calçada medieval que merecem ser visitados.
- Cume da Serra de São Mamede — Situado a 1 025 m de altitude, é o ponto mais elevado de Portugal continental a sul do Tejo. Dali se avista a barragem da Apartadura, a vila de Marvão, a Serra da Estrela e parte da Estremadura espanhola.

## Tradições e gastronomia
O concelho de Portalegre é muito rico em tradições. Existem diversas associações que se dedicam à preservação do património cultural local, nomeadamente trajes, gastronomia, folclore em geral, cantares tradicionais e formas de balhar (dançar). Ver Associações culturais e folclóricas.
Algumas das tradições populares:
- Apanha da azeitona (no Outono)
- Ceifa (do trigo e da cevada)
- Desfile das Maias — desfile de meninas vestidas de branco adornadas de malmequeres, a 23 de maio, o dia da cidade.
- Ida à espiga no dia da espiga (Quinta-feira da espiga ou da Ascensão)

O escritor José Régio, um apaixonado estudioso amador do folclore local e coleccionador de artsesanto popular, descreve em algumas das suas obras estas e outras tradições.

### Artesanato
Há referências datadas de 1778 relativas ao artesanato alentejano que era vendido no mercado do Campo Grande de Lisboa. Das mãos sábias dos artesãos portalegrenses saíam candeias de ferro para os lagares, bonecas de trapos, toalheiros, aventais, "cadelas" de três pés, colheres de pau de laranjeira delicadamente bordados à navalha, castanholas de madeira de influência espanhola, cochos, tarros e córneas para azeitonas.
Ver também Tapeçarias de Portalegre.

### Doçaria conventual
Os conventos de Portalegre exerciam no passado grande influência sobre a vida da cidade, a qual chegou a ser conhecida como a "cidade dos sete conventos". Por esta razão, não é de estranhar que muitas sejam as receitas conventuais aqui existentes. A tradição de confecção de doces conventuais ainda está bem viva e tem origem principalmente nas receitas do Convento de Santa Clara e do Convento de São Bernardo, as quais são ciosamente respeitadas.

## Tapeçarias de Portalegre
A Manufactura de Tapeçarias de Portalegre fabrica tapeçarias murais decorativas utilizando uma técnica totalmente manual única no mundo, baseada no chamado ponto de Portalegre, inventado por Manuel do Carmo Peixeiro, que se inspirou nas tapeçarias francesas de Roubaix e nas tradições da tecelagem da lã do interior do país, fortemente implantadas em Portalegre desde a Idade Média.
O ponto de partida de qualquer tapeçaria é uma obra de um pintor de renome, português ou estrangeiro, com o qual se estabelecem contratos relativos aos direitos de autor para a reciação em lã da obra.
O Museu da Tapeçaria de Portalegre Guy Fino tem em exposição diversas tapeçarias de Portalegre.
A Manufactura de Tapeçarias de Portalegre começou por ser instalada em 1947 no antigo convento e colégio jesuíta de São Sebastião, que no século XVIII foi convertida na Real Fábrica de Lanifícios de Portalegre por ordem do Marquês de Pombal. Este edíficio é desde 2005 a sede da câmara municipal, tendo a manufactura sido transferida para um edifício junto ao convento de São Francisco.

## Transportes
Existe um serviço municipal de transportes públicos coletivos rodoviários. Em 2014, um autarca do Barreiro considerou que este é um tipo de «serviço público raro, apenas existente em cinco concelhos no país».

## Meios de comunicação social
- Jornal semanário Fonte Nova
- Jornal semanário Alto Alentejo
- Rádio Portalegre

## Estabelecimentos de ensino
Portalegre é uma cidade onde a presença de estudantes é muito forte, já que três das quatro escolas que compõem o Instituto Politécnico de Portalegre se situam na cidade e têm cerca de 3 500 alunos, ou seja, mais de 20% da população permanentemente residente na cidade.

## Política

### Eleições autárquicas[19]
| Data | %     | V     | %       | V       | %            | V            | %       | V       | %              | V    | %              | V  | %              | V   | %              | V  | %              | V   | %       | V       | %  | V  | Participação |                |
| Data | PS    | PS    | PPD/PSD | PPD/PSD | FEPU/APU/CDU | FEPU/APU/CDU | CDS-PP  | CDS-PP  | GDUP           | GDUP | AD             | AD | PRD            | PRD | BE             | BE | GCE            | GCE | PSD/CDS | PSD/CDS | CH | CH | Participação |                |
| ---- | ----- | ----- | ------- | ------- | ------------ | ------------ | ------- | ------- | -------------- | ---- | -------------- | -- | -------------- | --- | -------------- | -- | -------------- | --- | ------- | ------- | -- | -- | ------------ | -------------- |
| Data | 1976  | 43,78 | 3       | 25,37   | 2            | 13,46        | 1       | 12,15   | 1              | 1,46 | -              |    |                |     |                |    |                |     |         |         |    |    |              | 69,94 / 100,00 |
| 1979 | 39,07 | 3     | AD      | AD      | 17,45        | 1            | AD      | AD      |                |      | 41,08          | 3  | 78,56 / 100,00 |     |                |    |                |     |         |         |    |    |              |                |
| 1982 | 44,92 | 3     | AD      | AD      | 14,27        | 1            | AD      | AD      | 37,48          | 3    | 77,10 / 100,00 |    |                |     |                |    |                |     |         |         |    |    |              |                |
| 1985 | 41,48 | 4     | 37,52   | 3       | 9,90         | -            | 2,42    | -       |                |      | 6,46           | -  | 73,41 / 100,00 |     |                |    |                |     |         |         |    |    |              |                |
| 1989 | 40,52 | 3     | 45,07   | 3       | 11,50        | 1            |         |         |                |      | 68,57 / 100,00 |    |                |     |                |    |                |     |         |         |    |    |              |                |
| 1993 | 34,73 | 3     | 49,55   | 4       | 7,18         | -            | 5,69    | -       | 69,06 / 100,00 |      |                |    |                |     |                |    |                |     |         |         |    |    |              |                |
| 1997 | 42,20 | 3     | 35,03   | 3       | 15,41        | 1            | 4,13    | -       | 64,13 / 100,00 |      |                |    |                |     |                |    |                |     |         |         |    |    |              |                |
| 2001 | 40,67 | 3     | 42,47   | 3       | 10,93        | 1            | 3,02    | -       | 64,76 / 100,00 |      |                |    |                |     |                |    |                |     |         |         |    |    |              |                |
| 2005 | 18,80 | 1     | 64,54   | 6       | 10,45        | -            | 1,92    | -       | 1,20           | -    | 65,58 / 100,00 |    |                |     |                |    |                |     |         |         |    |    |              |                |
| 2009 | 37,59 | 3     | 42,14   | 3       | 12,58        | 1            | 3,27    | -       | 1,97           | -    | 64,15 / 100,00 |    |                |     |                |    |                |     |         |         |    |    |              |                |
| 2013 | 23,89 | 2     | CDS-PP  | CDS-PP  | 17,51        | 1            | PPD/PSD | PPD/PSD | 0,85           | -    | 42,44          | 4  | 10,60          | -   | 59,95 / 100,00 |    |                |     |         |         |    |    |              |                |
| 2017 | 28,89 | 2     | 13,15   | 1       | 18,22        | 1            | 4,21    | -       | 0,93           | -    | 31,60          | 3  |                |     | 63,19 / 100,00 |    |                |     |         |         |    |    |              |                |
| 2021 | 25,35 | 2     | CDS-PP  | CDS-PP  | 6,56         | -            | PPD/PSD | PPD/PSD | 0,41           | -    | 25,12          | 2  | 38,39          | 3   | 1,95           | -  | 64,92 / 100,00 |     |         |         |    |    |              |                |

### Eleições legislativas
| Data | %     | %     | %     | %     | %     | %     | %        | %     | %    | %     | %    | %   | %       | % | %  | %  |
| Data | PS    | CDS   | PSD   | PCP   | UDP   | AD    | APU/ CDU | FRS   | PRD  | PSN   | B.E. | PAN | PSD CDS | L | CH | IL |
| ---- | ----- | ----- | ----- | ----- | ----- | ----- | -------- | ----- | ---- | ----- | ---- | --- | ------- | - | -- | -- |
| 1976 | 46,91 | 18,77 | 12,29 | 11,73 | 0,93  |       |          |       |      |       |      |     |         |   |    |    |
| 1979 | 37,49 | AD    | AD    | APU   | 1,27  | 37,35 | 17,88    |       |      |       |      |     |         |   |    |    |
| 1980 | FRS   | AD    | AD    | APU   | 0,45  | 38,65 | 13,87    | 40,35 |      |       |      |     |         |   |    |    |
| 1983 | 48,33 | 9,41  | 22,97 | APU   | 0,47  |       | 14,68    |       |      |       |      |     |         |   |    |    |
| 1985 | 28,33 | 5,88  | 25,60 | APU   | 0,80  | 12,13 | 22,45    |       |      |       |      |     |         |   |    |    |
| 1987 | 31,45 | 3,06  | 44,54 | CDU   | 0,38  | 9,38  | 6,29     |       |      |       |      |     |         |   |    |    |
| 1991 | 37,88 | 3,47  | 45,90 | CDU   |       | 6,79  | 0,70     | 1,46  |      |       |      |     |         |   |    |    |
| 1995 | 52,46 | 7,40  | 29,62 | CDU   | 0,49  | 6,26  |          | 0,39  |      |       |      |     |         |   |    |    |
| 1999 | 50,45 | 7,10  | 29,36 | CDU   |       | 7,79  | 0,10     | 1,88  |      |       |      |     |         |   |    |    |
| 2002 | 44,65 | 6,85  | 38,42 | CDU   | 5,18  |       | 1,95     |       |      |       |      |     |         |   |    |    |
| 2005 | 53,43 | 4,85  | 27,07 | CDU   | 5,68  | 5,03  |          |       |      |       |      |     |         |   |    |    |
| 2009 | 36,30 | 9,07  | 31,28 | CDU   | 6,31  | 11,25 |          |       |      |       |      |     |         |   |    |    |
| 2011 | 28,11 | 11,73 | 41,79 | CDU   | 6,68  | 4,45  | 0,64     |       |      |       |      |     |         |   |    |    |
| 2015 | 40,52 | PSD   | CDS   | CDU   | 6,51  | 9,79  | 1,06     | 34,22 | 0,44 |       |      |     |         |   |    |    |
| 2019 | 43,35 | 3,76  | 25,59 | CDU   | 5,70  | 8,02  | 1,77     |       | 0,68 | 2,90  | 0,61 |     |         |   |    |    |
| 2022 | 44,55 | 1,43  | 32,53 | CDU   | 3,88  | 2,74  | 0,82     | 0,77  | 8,29 | 2,33  |      |     |         |   |    |    |
| 2024 | 32,50 | AD    | AD    | CDU   | 32,31 | 2,65  | 3,16     | 0,82  | 1,55 | 19,88 | 2,35 |     |         |   |    |    |

## Personalidades ilustres ligadas a Portalegre
- Cristóvão Falcão — Poeta e diplomata oriundo de uma família nobre com raízes em Portalegre, supõe-se que possa ter nascido na cidade em ano incerto (1512-1518). Morreu entre 1555 e 1557. A sua obra mais conhecida é Crisfal.
- José Duro (Portalegre, 1875 – Lisboa, 1899) — Poeta decadentista.
- José Francisco Trindade Coelho (Mogadouro, 1861 – Lisboa, 1908) — Escritor, jornalista, magistrado e político. Foi delegado do Procurador Régio em Portalegre, onde fundou dois jornais — O Comércio de Portalegre e a Gazeta de Portalegre.
- José Frederico Laranjo (Castelo de Vide, 1846 – Lisboa, 1910) — Jurista, economista, professor universitário e político. Foi director do jornal O Distrito de Portalegre.
- Benvindo Ceia (Portalegre, 1870 – Lisboa, 1941) — Pintor de pintura decorativa.
- Adolfo Augusto Juzarte Rolo, 1° Visconde dos Cidraes (Marvão, 1850 -Portalegre, 1918) - Político, médico, juiz, governador civil, professor e director do jornal A Folha Portalegrense.
- José Régio (Vila do Conde, 1901 – Vila do Conde, 1969) — Professor, poeta, romancista, dramaturgo, ensaísta e crítico, fundador da revista Presença e colaborador da Seara Nova. De seu nome próprio , José Maria dos Reis Pereira, foi professor de Português no então Liceu Nacional de Portalegre (actual Escola Secundária Mouzinho da Silveira) de 1928 a 1967. Um dos seus poemas mais famosos é a Toada de Portalegre. Na sua casa está actualmente o Casa Museu José Régio, onde além da mobília e objectos pessoais, estão expostas as suas extensas colecções de antiguidades, arte e artesanato popular.
- João Luís Carrilho da Graça (Portalegre, 1952) — arquitecto premiado de renome internacional.
- Artur Ramadas (Portalegre, 1935) — Realizador.
- Carlos Garcia de Castro (1934–2016) — Professor e poeta
- Júlio Miranda Calha (1947–2020) — Professor, deputado, presidente da Assembleia Municipal de Portalegre, Secretário de Estado

## Cidades gémeas
A cidade de Portalegre tem acordos de geminação com as seguintes cidades:
- Cáceres, Espanha
- Olivença
- Portalegre, Brasil[22]
- Porto Alegre, Brasil[23]
- Salé, Marrocos[24]
- São Vicente, Cabo Verde[24]
- Vila do Conde, Portugal[24]